# Gauliga
A Gauliga (phát âm tiếng Đức: [ˈɡaʊˌliːɡa]) Đây là giải đấu hàng đầu của bóng đá Đức từ năm 1933 đến năm 1945. Giải đấu được giới thiệu vào năm 1933 ,sau khi Đức Quốc xã tiếp quản quyền lực bởi National Socialist League of the Reich for Physical Exercise.
Giải đấu Gauliga được coi là một trong những giải đấu bóng đá đầu tiên tại Đức và đã tạo điều kiện cho những đội bóng Đức chuyên nghiệp tăng cường và phát triển. Tuy nhiên, do tác động của Chiến tranh Thế giới Thứ hai, giải đấu Gauliga đã bị hủy bỏ vào năm 1945.
Gauliga là một giải đấu bóng đá khu vực Đức tổ chức từ thập niên 1930 đến giữa thập niên 1940. Nó bao gồm nhiều hạng đấu với số đội thi đấu với nhau trong mỗi hạng đấu. đội chiến thắng từ mỗi hạng đấu tiếp tục thi đấu trong vòng loại trực tiếp cho giải vô địch quốc gia. Trong suốt thời gian hoạt động của Gauliga, nhiều đội bóng nổi tiếng như Schalke 04, Bayern Munich và Borussia Dortmund đã trở thành câu lạc bộ thành công và nổi tiếng trong bóng đá Đức và quốc tế.
Tuy nhiên, Gauliga cũng đã được đánh dấu bằng sự tranh cãi và bất ổn chính trị do nhiều đội bóng liên kết với chế độ Đức Quốc xã. Sau khi Thế chiến II kết thúc, Gauliga đã bị giải tán và một kỷ nguyên mới của bóng đá Đức bắt đầu với việc tạo ra các giải đấu mới.

## Tên
Từ tiếng Đức Gauliga bao gồm Gau, có nghĩa là quận hoặc khu vực, và giải đấu hoặc giải đấu. Dạng số nhiều là gaurigen. Cái tên Gauliga phần lớn gắn liền với quá khứ Đức Quốc xã, vì vậy nó không còn được sử dụng trong bóng đá Đức, mặc dù Gauliga vẫn được sử dụng trong một số môn thể thao của Đức, chẳng hạn như thể dục dụng cụ.

## Tổng quan

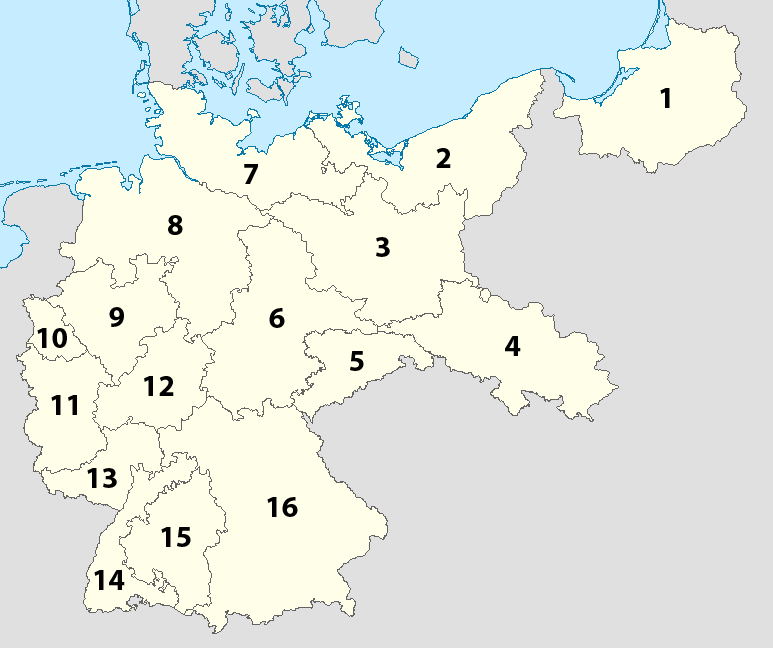
16 huyện ban đầu của Gauliga năm 1933.

Gaurigen được thành lập vào năm 1933 để thay thế giải đấu cấp quận hiện có ở Weimar, Đức. Đức quốc xã ban đầu giới thiệu 16 tỉnh Gorey, một số được chia thành các nhóm. Sự ra đời của Gaurigen là một phần của quá trình Gleichschaltung, trong đó Đức quốc xã cải cách hoàn toàn chính phủ của đất nước. Gaurigen được hình thành chủ yếu dọc theo Gau mới để thay thế các bang cũ của Đức như Phổ và Bavaria và để cai trị đất nước một cách mạnh mẽ hơn.
Sự thay đổi này gây thất vọng cho nhiều quan chức bóng đá có đầu óc, bao gồm huấn luyện viên đội tuyển quốc gia Đức Otto Nerz và Sepp Herberger, muốn có một Reichsliga thống nhất trên khắp nước Đức, như đã tồn tại ở các quốc gia như Ý (Serie A) và Anh (EPL).Trước khi Đảng Xã hội Quốc gia đảm nhận quyền lực, DFB đã bắt đầu tìm hiểu về việc thành lập một giải đấu bóng đá quốc gia. Trong một cuộc họp đặc biệt vào ngày 28 và 29 tháng 5 năm 1933, họ quyết định thành lập Reichsliga như một giải đấu chuyên nghiệp. Tuy nhiên, cuộc họp này đã bị hủy bỏ sau vài tuần vì tranh cãi giữa các ý tưởng về tính chuyên nghiệp và Chủ nghĩa Xã hội Quốc gia. Với màn trình diễn đáng thất vọng của đội tuyển Đức tại Giải vô địch bóng đá thế giới 1938, cuộc tranh luận về một Reichsliga đã được mở lại. Tháng 8 năm 1939,Một cuộc họp đã được tổ chức để xem xét việc thành lập một hệ thống giải đấu bao gồm sáu Gauliga như một giai đoạn chuyển tiếp sang Reichsliga. Tuy nhiên, cuộc tranh luận này bị gián đoạn bởi sự bùng nổ của Chiến tranh thế giới thứ hai ngay sau khi kết thúc cuộc họp. Trong thực tế, việc thành lập Bundesliga chưa được thực hiện đến năm 1963. Điều này là do các lý do tương tự sau khi trình diễn không thành công của Đức tại Giải vô địch bóng đá thế giới 1962. Tuy nhiên, nó đã làm giảm đáng kể số lượng câu lạc bộ ở các giải đấu hàng đầu trong nước, từ khoảng 600 xuống còn 170.
Bắt đầu từ năm 1935, với sự tái gia nhập của Saarland vào Đức, đất nước và các giải đấu bắt đầu mở rộng. Với chính trị bành trướng tích cực, và sau đó, thông qua Chiến tranh thế giới thứ hai, Đức đã phát triển đáng kể về quy mô. Các vùng lãnh thổ mới hoặc giành lại đã được sáp nhập vào Đức Quốc xã. Ở những vùng được sáp nhập vào Đức, Gauligen mới được thành lập.
Trong khi Chiến tranh thế giới thứ hai đang diễn ra, bóng đá vẫn tiếp tục tồn tại, nhưng giải đấu đã giảm quy mô khi nhiều cầu thủ được gửi đi để tham gia Wehrmacht của Đức. Gauligen đã được chia thành những nhóm nhỏ hơn để giảm số lượng đi lại cần thiết, tuy nhiên điều này càng trở nên khó khăn khi chiến tranh tiếp diễn.
Do thiếu số lượng cầu thủ, nhiều câu lạc bộ đã phải sáp nhập hoặc tạo ra Kriegsgemeinschaften (hiệp hội chiến tranh). Sự cạnh tranh trong giải đấu càng ngày càng trở nên mỏng mịn khi danh sách các cầu thủ cho một câu lạc bộ thay đổi hàng tuần, tùy thuộc vào việc ai đang đặt chân ở đâu tại một thời điểm.
Mùa giải cuối cùng, 1944-45, không bao giờ được hoàn thành, vì phần lớn nước Đức đã bị đồng minh chiếm đóng và Đức đầu hàng vô điều kiện vào ngày 8 tháng 5 năm 1945 đã kết thúc tất cả các cuộc thi thể thao, trận đấu chính thức cuối cùng được diễn ra vào ngày 23 tháng 4.

## Tài chính
Không giống như hầu hết các giải đấu ngày nay, nơi thu nhập được tạo ra từ các nhà tài trợ và TV ngoài việc bán vé, các đội Gauliga dựa vào việc bán vé như một nguồn thu nhập độc quyền.Trong mùa giải thông thường, cúp hoặc các trận đấu cạnh tranh khác, Hiệp hội bóng đá Đức sẽ phân chia giữa các đội nhận được 5% số tiền thu được, câu lạc bộ chủ nhà và đội khách. Cụ thể, các câu lạc bộ chủ nhà nhận được 10% phí sử dụng cơ sở vật chất và 5% phí hành chính. 75% thu nhập còn lại trong ngày diễn ra trận đấu sẽ được chia cho hai câu lạc bộ. Những điều kiện này đã thay đổi đối với trận play-off của Giải vô địch Đức. Các trận đấu ở đây thường diễn ra trên sân trung lập, vì vậy 15% doanh thu được dùng để chi cho thuê sân, quản lý đội và chi phí đi lại. Thu nhập còn lại sẽ được chia đều giữa câu lạc bộ và DFB. Các khóa phân phối khác nhau đã được sử dụng trong các trận bán kết và chung kết. Ở vòng bán kết, các đội nhận được 20% thu nhập ròng (nghĩa là sau khi trừ tiền thuê, chi phí hành chính và đi lại), cuối cùng giảm xuống còn 15%.

## Thay Thế
Mặc dù phải đến năm 1947 bóng đá mới tiếp tục hoạt động trở lại ở một số khu vực, nhưng giải đấu hàng đầu đã được thành lập ở miền nam nước Đức ngay sau khi Đức Quốc xã sụp đổ. Oberliga mới thay thế Gauliga từ năm 1945 khi 6 giải VĐQG mới còn lại ở Đức dần hình thành.
- Oberliga Süd, thành lập sau năm 1945
- Oberliga Südwest, thành lập sau năm 1945
- Oberliga Berlin, thành lập sau năm 1945
- Oberliga Nord, thành lập sau năm 1947
- Oberliga West, thành lập sau năm 1947
- DDR-Oberliga, thành lập sau năm 1949 và giải thể năm1991

## Ảnh hưởng của Đức quốc xã trong bóng đá
Trong khi Đức quốc xã trỗi dậy, Liên đoàn bóng đá Đức hoàn toàn bị ảnh hưởng bởi chính phủ. Tất cả các môn thể thao, bao gồm cả bóng đá, đều được kiểm soát bởi Reichssportführer Hans von Tschammer und Osten. Năm 1935, một cúp mới được thành lập tên là Tschammerpokal (giờ được gọi là DFB-Pokal) được đặt theo tên ông.Đức quốc xã cấm hoàn toàn các câu lạc bộ thể thao công nhân và, dần dần, tất cả các hiệp hội thể thao Do Thái. Các câu lạc bộ Do Thái ngay lập tức bị loại khỏi tất cả các cuộc thi bóng đá quốc gia năm 1933 và phải chơi trong các giải đấu riêng của họ. Từ năm 1938, tất cả các câu lạc bộ thể thao Do Thái đều bị cấm hoàn toàn.
Bên cạnh đó, các câu lạc bộ có mối quan hệ chặt chẽ với người Do Thái đã gặp phải sự trừng phạt và gặp phải tình trạng không hài lòng, như Bayern Munich, một đội bóng có một huấn luyện viên Do Thái (Richard Dombi) và chủ tịch (Kurt Landauer). FK Austria Wien sáp nhập vào áo vào năm 1938, câu lạc bộ này gặp phải sự đàn áp mạnh mẽ từ chế độ Do Thái. Nhiều lãnh đạo của câu lạc bộ, bao gồm chủ tịch Emmanuel Schwarz, phải chạy trốn để giữ vững sự tồn tại của mình trong chế độ Đức Quốc xã.. Nhiều câu lạc bộ bóng đá tại Đức đã hưởng lợi từ thành công trước năm 1933 như VfR Mannheim, VfB Mühlburg, 1. FC Kaiserslautern, Stuttgarter Kickers, Eintracht Frankfurt, FSV Frankfurt bởi vì họ là các câu lạc bộ ban đầu được Đức quốc xã ủng hộ. Tuy nhiên, sau khi người Do Thái bị loại khỏi tất cả các câu lạc bộ, một số vẫn giữ thái độ cởi mở hơn những người mà không được Đức quốc xã hỗ trợ. Ví dụ, cầu thủ của Bayern Munich đã bị chỉ trích nặng nề khi chào đón cựu chủ tịch Landauer tại một trận giao hữu tại Servette Geneva ở Thụy Sĩ..
Tuy nhiên, Đức quốc xã quan tâm đến việc thúc đẩy thể thao, đặc biệt là bóng đá, vì thành công trong môn thể thao này phục vụ cho những nỗ lực tuyên truyền của họ. Hans von Tschammer und Osten đặc biệt ra lệnh rằng các cầu thủ từ các phong trào thể thao của công nhân cũ phải được tích hợp trong các câu lạc bộ được Đức Quốc xã chấp thuận, vì Đức quốc xã không thể để mất những cầu thủ giỏi nhất của đất nước. Theo lệnh của ông, các đội không được chọn theo tiêu chí chính trị, mà theo tiêu chí hiệu suất.
Mặc dù vậy, số lượng cầu thủ và câu lạc bộ đã giảm ở các khu vực như khu vực Ruhr, nơi phong trào công nhân theo truyền thống mạnh mẽ.
Thực tế là một số cầu thủ nổi tiếng, như Tibulski của FC Schalke 04, Kalwitzki, Fritz Szepan và Ernst Kuzorra, có những cái tên ít hơn và chủ yếu là hậu duệ của những người nhập cư Ba Lan, đã bị Đức quốc xã phớt lờ. Ngược lại, những cầu thủ như Szepan đã đại diện thành công cho Đức Quốc xã tại World Cup 1934 và 1938. Những cầu thủ Do Thái như hai cựu tuyển thủ quốc gia Gottfried Fuchs và Julius Hirsch không được chào đón nhiều. Fuchs, người đã ghi được 10 bàn thắng đáng kinh ngạc vào lưới Nga vào năm 1912, đã di cư đến Canada, trong khi Hirsch bị sát hại ở Auschwitz.

### Trong các lãnh thổ bị chiếm đóng
Trong các vùng lãnh thổ bị chiếm đóng của Đức quốc xã, vị trí của bóng đá và các câu lạc bộ khác nhau. Các câu lạc bộ địa phương tại Đông Âu, như Ba Lan và Séc, không được phép thi đấu trong hệ thống Gauligen. Tuy nhiên, tình hình khác tại Tây Âu, với các câu lạc bộ từ Alsace, Lorraine và Luxembourg tham gia vào Gauliga dưới tên Đức hóa.
Trong khi là một phần của Reich Đức, các câu lạc bộ có đa số người Séc đã tham gia giải vô địch quốc gia của họ, Bohemia/Moravia, cùng với Gauliga Böhmen und Mähmen của Đức. Tuy nhiên, họ đã bị phân biệt chủng tộc.

## Giải vô địch Đức
Trong khoảng thời gian từ 1934 đến 1938, hệ thống giải vô địch quốc gia Đức đã diễn ra trực tiếp với 16 đội từ Gauliga được chia làm bốn bảng, mỗi bảng có 4 đội. Sau khi chơi trận sân nhà và sân khách, những đội chiến thắng trong bốn bảng sẽ gặp nhau trong trận bán kết. Hai đội chiến thắng trong trận bán kết sẽ đấu đầu trong trận chung kết để xác định nhà vô địch quốc gia Đức.
Từ năm 1942 trở đi, cuộc thi được chơi theo một trận loại trực tiếp do tình hình chiến tranh trở nên tồi tệ. FC Schalke 04 là câu lạc bộ thành công nhất trong thời đại này, tuy nhiên vào năm 1941, danh hiệu vô địch đã đến tay Rapid Wien của Áo. Còn một câu lạc bộ từ Luxembourg, Stade Dudelange (sau đổi tên thành FV Stadt Düdelingen), cũng đã gặp thành công trong giải vô địch và cúp năm 1942.

### Chung kết giải vô địch Đức theo hệ thống Gauliga
| Năm  | Nhà vô địch    | Á Quân             | Tỉ Số           | Ngày                     | Địa điểm     | Khán giả        |
| ---- | -------------- | ------------------ | --------------- | ------------------------ | ------------ | --------------- |
| 1944 | Dresdner SC    | LSV Hamburg        | 4–0             | 18 June 1944             | Berlin       | 70,000          |
| 1943 | Dresdner SC    | FV Saarbrücken     | 3–0             | 27 June 1943             | Berlin       | 80,000          |
| 1942 | FC Schalke 04  | First Vienna FC    | 2–0             | 5 July 1942              | Berlin       | 90,000          |
| 1941 | Rapid Wien     | FC Schalke 04      | 4–3             | 22 June 1941             | Berlin       | 95,000          |
| 1940 | FC Schalke 04  | Dresdner SC        | 1–0             | 21 July 1940             | Berlin       | 95,000          |
| 1939 | FC Schalke 04  | Admira Wien        | 9–0             | 18 June 1939             | Berlin       | 100,000         |
| 1938 | Hannover 96    | FC Schalke 04      | 3–3 aet 4–3 aet | 26 June 1938 3 July 1938 | BerlinBerlin | 100,000 100,000 |
| 1937 | FC Schalke 04  | 1. FC Nürnberg     | 2–0             | 20 June 1937             | Berlin       | 100,000         |
| 1936 | 1. FC Nürnberg | Fortuna Düsseldorf | 2–1 aet         | 21 June 1936             | Berlin       | 45,000          |
| 1935 | FC Schalke 04  | VfB Stuttgart      | 6–4             | 23 June 1935             | Cologne      | 74,000          |
| 1934 | FC Schalke 04  | 1. FC Nürnberg     | 2–1             | 24 June 1934             | Berlin       | 45,000          |

### Chung kết cúp quốc gia Đức theo hệ thống Gauliga
Giải đấu Cúp quốc gia Đức lần đầu tiên diễn ra vào năm 1935 và chấm dứt vào năm 1943, chỉ khởi động lại vào năm 1953. Trong thời Đức Quốc xã, nó được gọi là von Tschammer und Osten Pokal.
| Năm  | Nhà vô địch     | Á Quân              | Tỉ Số   | Ngày            | Địa điểm   | Khán giả |
| ---- | --------------- | ------------------- | ------- | --------------- | ---------- | -------- |
| 1943 | First Vienna FC | LSV Hamburg         | 3–2 aet | 31 October 1943 | Stuttgart  | 45,000   |
| 1942 | TSV 1860 Munich | FC Schalke 04       | 2–0     | 15 October 1942 | Berlin     | 80,000   |
| 1941 | Dresdner SC     | FC Schalke 04       | 2–1     | 2 October 1941  | Berlin     | 65,000   |
| 1940 | Dresdner SC     | 1. FC Nürnberg      | 2–1 aet | 1 December 1940 | Berlin     | 60,000   |
| 1939 | 1. FC Nürnberg  | SV Waldhof Mannheim | 2–0     | 8 April 1940    | Berlin     | 60,000   |
| 1938 | Rapid Wien      | FSV Frankfurt       | 3–1     | 8 January 1939  | Berlin     | 38,000   |
| 1937 | FC Schalke 04   | Fortuna Düsseldorf  | 2–1     | 9 January 1938  | Köln       | 72,000   |
| 1936 | VfB Leipzig     | FC Schalke 04       | 2–1     | 3 January 1937  | Berlin     | 70,000   |
| 1935 | 1. FC Nürnberg  | FC Schalke 04       | 2–0     | 8 December 1935 | Düsseldorf | 55,000   |

## Danh sách Gauligen

### Gauligen gốc năm 1933
- Gauliga Baden: gồm các vùng Baden, được chia thành các nhóm khác nhau sau năm 1939.
- Gauliga Bayern: gồm các vùng Bavaria, trừ khu vực Palatinate, được tách thành một bộ phận phía bắc và phía nam từ năm 1942, chia thành năm nhóm riêng biệt vào năm 1944.
- Gauliga Berlin-Brandenburg: gồm các vùng hiện tại là các bang liên bang Berlin và Brandenburg, đều là một phần của Phổ cho đến năm 1945, và trong mùa giải 1939-40 trong hai nhóm.
- Gauliga Hessen: gồm các vùng hiện tại là nhà nước liên bang Hesse, trừ khu vực Frankfurt (Mainhessen), chia thành một số nhóm khác nhau sau năm 1939, đổi tên thành Gauliga Kurhessen từ năm 1941, bao gồm một khu vực nhỏ hơn một chút.
- Gauliga Mitte: gồm các vùng hiện tại là các bang liên bang Thuringia và Saxony-Anhalt, được chia thành các nhóm khu vực vào năm 1944.
- Gauliga Mittelrhein: bao phủ miền Trung.

## Các câu lạc bộ ở Gauligen từ các vùng lãnh thổ bị sáp nhập
Ba trong số Gauligen có các câu lạc bộ từ các khu vực bị Đức chiếm đóng và sáp nhập sau khi bắt đầu Chiến tranh thế giới thứ hai vào năm 1939.
Gauliga Elsaß hoàn toàn được tạo thành từ các câu lạc bộ Pháp từ Alsace, những người phải Đức hóa tên của họ, như RC Strasbourg, đã trở thành Rasen SC Straßburg.
Trong Gauliga Westmark ba câu lạc bộ từ Pháp Lorraine khu vực chơi dưới tên tiếng Đức của họ:
- FV Metz, là FC Metz
- TSG Saargemünd, từ Sarreguemines
- TSG Merlenbach, từ Merlebach

Trong Gauliga Moselland, các câu lạc bộ từ Luxembourg đã tham gia cuộc thi, bao gồm:
- FV Stadt Düdelingen, trước đây là Stade Dudelange
- FK Niederkorn, trước đây là Progrès Niedercorn
- Moselland Luxemburg, trước đây là Spora Luxembourg
- SV Düdelingen, trước đây là US Dudelange
- SV Schwarz-Weiß Esch, trước đây là Jeunesse d'Esch

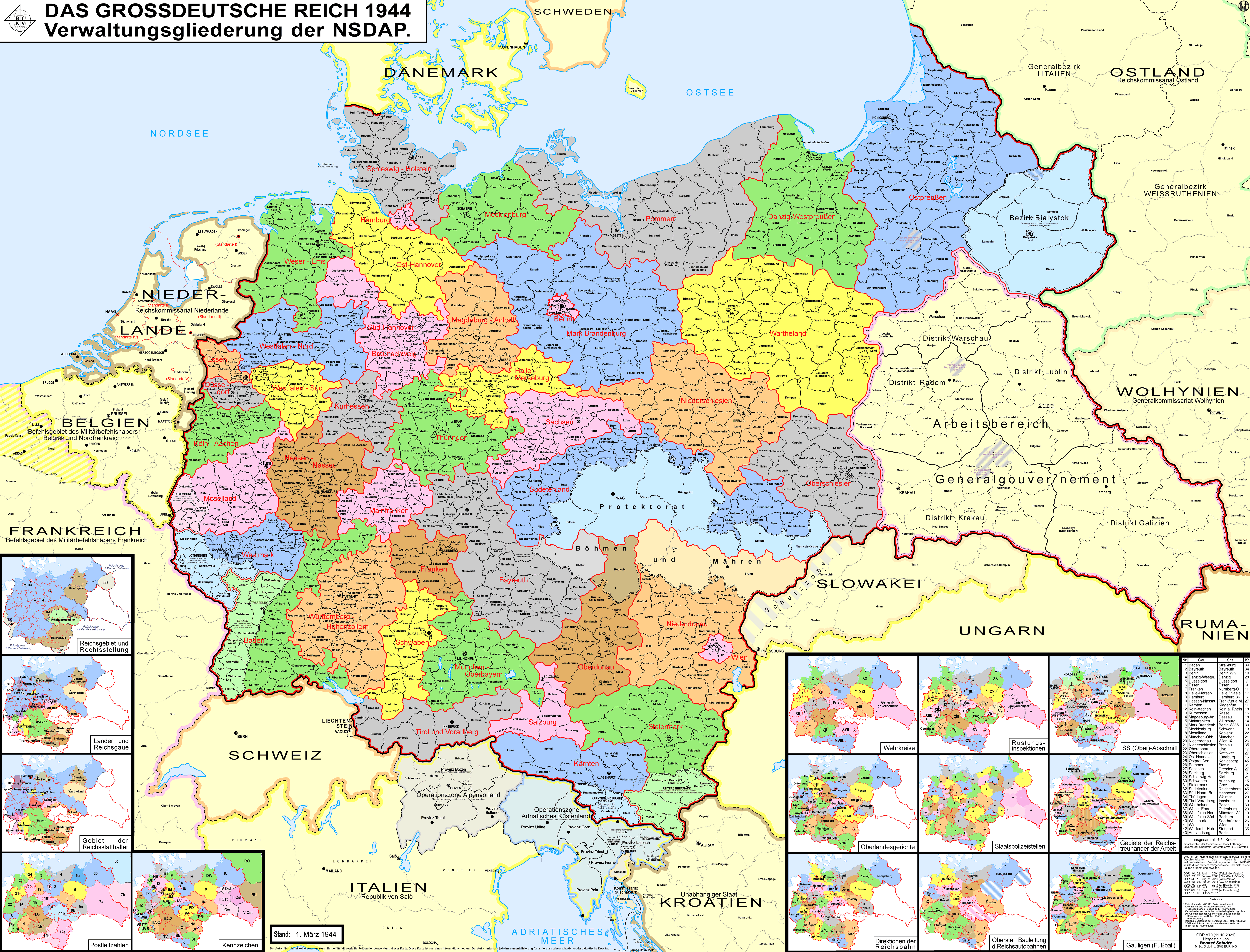